# Adamo (Andreini)
L'Adamo, conosciuto anche col titolo originale L'Adamo sacra rappresentatione, è un dramma religioso in cinque atti scritto da Giovan Battista Andreini, pubblicato per la prima volta nel 1613.

## Contesto storico
Pubblicato a Milano nel 1613 dal librario Geronimo Bordoni e successivamente nel 1617 con una seconda edizione, l'Adamo venne dedicato dall'Andreini a Maria de' Medici, figlia di Francesco I de' Medici, granduca di Toscana e allora regina reggente di Francia e Navarra per conto del suo primogenito, Luigi XIII. Il motivo di tale dono è quello di ingraziarsi la lode della regina durante il viaggio in Francia della compagnia teatrale dell'Andreini, I Fedeli.  Stampato su un formato in quarto e con illustrazioni del bolognese Carlo Antonio Procaccini, venne considerato per lungo tempo l'opera più celebre e fortunata all'estero dell'autore.

## Composizione
L'Adamo stilisticamente si avvicina più al genere del melodramma, che proprio durante la prima metà del Seicento stava iniziando a veder luce come genere teatrale, che della sacra rappresentazione, in quanto pensato per la realizzazione scenica e con una forte componente musicale e spettacolare.
Il dramma è strutturato in un prologo ed in cinque atti regolari. Il prologo si apre con un coro di Angeli cantanti la gloria di Dio ed è composto da 20 versi endecasillabi, disposti in 5 quartine a rima incrociata. I cinque atti risultano composti rispettivamente di 696, 915, 641, 654, 1331 versi, per un totale di 4237; che, insieme a quelli del prologo, fanno 4257 versi.
L'opera si può suddividere sostanzialmente in due parti: la divisione avviene al terzo atto con la cacciata dal paradiso terrestre di Adamo ed Eva e la creazione dei vari "mostri" Mondo, Carne, Morte e Demonio prima, Fame, Sete, Fatica e Disperazione poi, con l'obiettivo di sfiancare e indurre a peccare i progenitori del genere umano. Il dramma termina con un duello finale fra Lucifero e Michele con la sconfitta di Lucifero e redenzione di Adamo ed Eva, che attraverso un lungo percorso riescono a resistere alle varie tentazioni dei mostri posti nel loro cammino.

## Critica e influenza culturale
L'Adamo venne riedito e modificato dallo stesso Andreini a Perugia nel 1641 dall'editore Bartoli, con l'aggiunta di una dozzina di pagine con indicazioni utili alla messinscena e alla musica.
La fama estera dell'Adamo ebbe un notevole aumento quando Voltaire, nel suo Essai sur la poésie épique (scritto tra il 1728 ed il 1732), suggerì che John Milton prese il dramma andreiniano come spunto per la sua opera più famosa, Paradiso perduto. Secondo il filosofo francese, Milton durante un suo viaggio giovanile in Italia nel 1638 assistette ad uno spettacolo pubblico dell'Adamo a Firenze.In un primo tempo la reazione da parte degli intellettuali inglesi di questa notizia fu negativa, ma in un secondo tempo l'ipotesi venne presa davvero in considerazione anche grazie a William Lauder, che accusò Milton di plagiarismo attraverso il suo saggio "Inquiry into the Origins of Paradise Lost", dove prendeva in giudizio quasi una trentina di autori che ebbero trattato il tema della caduta dell'uomo ben prima di Milton. Il dramma venne tradotto per la prima volta in inglese da William Cowper nel terzo volume della sua edizione miltoniana.